# Ashton, Cornwall
Ashton är en by i Cornwall distrikt i Cornwall grevskap i England. Byn är belägen 28,2 km 
från Truro. Orten har 548 invånare (2015). Byn nämndes i Domedagsboken (Domesday Book) år 1086, och kallades då Aissetone/Aissetona.